# Regimiento de Infantería n.º 16 "Talca"
El Regimiento n° 16 "Talca" del Coronel José Silvestre Urízar Garfias, más conocido como Regimiento Talca, es una unidad militar del Ejército de Chile, con guarnición en la ciudad chilena de Talca, Región del Maule. Actualmente pertenece a la II División Motorizada. El comandante del regimiento actualmente es el Coronel Andrés Galecios Barrios.

## Historia

### Antecedentes

#### Raíces militares de Talca
El regimiento sienta sus bases históricas en distintos batallones y milicias que contaban con guarnición en Talca desde su fundación a mediados del siglo xviii. El 1 de mayo de 1779 se funda el regimiento  de milicias de Caballería del Rey, con doce compañías de caballería y dos de infantería, sumando más de 600 hombres en total. Su primer coronel fue José Prudencio de Silva y Gaete.
Durante la guerra de la Independencia, Talca fue constantemente utilizado como cuartel general para distintos generales y oficiales. Algunos de estos fueron Bernardo O'Higgins, Ramón Freire, José de San Martín y Mariano Osorio, entre otros. En cada cita, era común que diversos miembros de las milicias se unieran a uno u otro bando, con tal de seguir sus ideales.
Luego del periodo de independencia, y al ver en Talca una ciudad creciente, se crean en 1825 dos compañías de infantería, con el fin de defender la ciudad y mantener el control de la zona. Reemplazando los antiguos sistemas de milicias existentes. Sin embargo, el desorden en ese entonces generaría mellas en la confianza y moral de estas tropas, por lo que casi inmediatamente se llevaría a cabo la primera sublevación, el 21 de julio de 1826, que culminó con tres soldados y un cabo fusilados.
Esta sección de la guardia nacional participaría de diversos conflictos acaecidos durante el siglo XIX, como la guerra contra la Confederación Perú-Boliviana y la revolución de 1851, peleando por el bando leal al gobierno de turno.

#### Guerra del pacífico

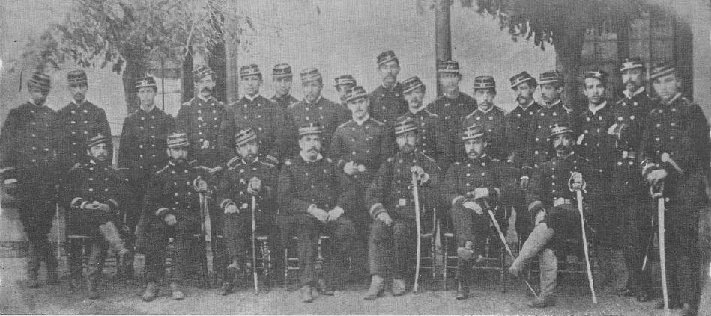
Oficiales del Batallón Talca

Posteriormente, el cuerpo miliciano de Talca iría perdiendo relevancia y desaparecería. Esto se mantendría hasta la Guerra del Pacífico, donde la necesidad de tropas comenzó a llamar la atención en ciudades sin milicias, como Talca. Y bajo la iniciativa de José Ignacio Vergara, quien en ese entonces era el intendente de la provincia de Talca. Para fomentar la participación en la guerra entre los ciudadanos de Talca, recorrió diversos centros obreros, escuelas y clubes sociales.
El 6 de marzo de 1880, y gracias al trabajo de Vergara, se acordó por decreto supremo la creación del batallón cívico Talca, utilizándose como base de la organización los batallones cívico de infantería que se había conformado en junio de 1879 para mantener el orden en la comuna de Talca y el batallón cívico de artillería que se había conformado en julio del mismo año. El decreto fue firmado por el presidente Aníbal Pinto y José Antonio Gandarillas.: 605 
El reclutamiento se realizó en el Liceo de Hombres, donde se presentaron aproximadamente 900 voluntarios, de los cuales se seleccionaron 600 luego de un minucioso examen médico. La mayoría de estos fueron los profesores y estudiantes del mismo liceo. Su primer comandante fue José Silvestre Urízar Garfias.
El batallón tuvo su primera instrucción militar formal en la guarnición militar de Quillota. Desde donde posteriormente serían trasladados a Iquique para quedar a disposición del ejército de Chile.
Fue trasladado a Iquique y el 31 de agosto de 1880 fue elevado a la categoría de regimiento por decreto 4.467.: 214 En septiembre llegó a Arica el Batallón Talca n° 2, que fue también reclutado en la actual región del Maule, completando así cerca de 1.200 plazas. A mediados del mismo mes arribaron a Chimbote.
Participó en la Campaña de Tacna y Arica (aunque no en sus batallas) y fue parte de la expedición a Mollendo y la Expedición Lynch al norte de Perú.
El regimiento luchó las batallas de Chorrillos, Miraflores, San Pablo y Huamachuco. Volvió a Talca el 23 de mayo de 1884. El 25 de abril de 1885, y ad puertas de la modernización del ejército de Chile, se decidiría por comenzar su receso definitivo.

### Regimientos Chorrilos y Andalien
El Regimiento de Artillería n.° 4, posteriormente denominado Regimiento de Artillería n.° 3 "Chorrillos" fue fundado el 20 de julio de 1895 en la comuna de Limache. En 1896 fue trasladado a la comuna de Cauquenes y en 1909 trasladado finalmente a Talca. Su primer comandante fue David Rodríguez. Al existir solamente en tiempos de paz, nunca participó de acciones militares. Sus mayores contribuciones se concentraban principalmente en dar apoyo en tiempos de catástrofe, como durante los terremotos de 1928 y 1939, entre otros. 
El Regimiento de Infantería de Montaña n.° 13 "Andalien" fue fundado por decreto el 10 de diciembre de 1938 en la comuna de Cauquenes. 

### Regimiento n.° 16 "Talca"
El Regimiento de Infantería n.º 16 "Talca" o 16to Regimiento de Infantería "Talca", fue creado por D.S. el 10 de enero de 1969 que disponía: "Fusionese el Regimientos de Artillería de Montaña n° 3 "Chorrillos" con el Regimiento de Infantería de Montaña n° 13 "Andalien". La unidad resultante pasará a denominarse Regimiento Reforzado de Montaña n.º 16 "Talca", pero cambia su nombre por Decreto 6030/25 de fecha 25 de junio de 1976 que disponía: "El Regimiento Reforzado de Montaña N° 16 "Talca" pasará a denominarse Regimiento de Infantería de Montaña n.º 16 "Talca". con fecha 25 de junio de 1982, por D/S Nº291 pasa a tener su nombre definitivo, Regimiento de Infantería n° 16 "Talca" del Coronel José Silvestre Urizar Garfias.
Durante el proceso de modernización del Ejército, este regimiento ha dejado de ser unidad de montaña, dejando así a la III División de Montaña para pasar a ser parte de la II División Motorizada.Y cambiar nuevamente su denominación de nombre, según Orden Comando del 10 de diciembre de 2015, pasándose a denominar actualmente como "Regimiento nº 16 Talca", conformando un Batallón de Infantería. Esta unidad táctica tiene su guarnición en la ciudad de Talca y está conformado por un batallón de infantería, dividida en una compañía de fusileros y una de morteros, Plana Mayor y una Unidad de Cuartel.
Actualmente, se considera como el sucesor del batallón cívico movilizado de Talca que participó en la Guerra del Pacífico, de manera que ha tomado parte de sus símbolos, historia y otros. Celebra su aniversario el 6 de marzo y su patrón es José Silvestre Urizar en honor a dicho batallón..